# Pedro Zaraza
Pedro Zaraza é um município da Venezuela localizado no estado de Guárico.
A capital do município é a cidade de Zaraza.